# Cephalobyrrhinus impressopunctatus
Cephalobyrrhinus impressopunctatus is een keversoort uit de familie dwergpilkevers (Limnichidae). De wetenschappelijke naam van de soort werd in 1977 gepubliceerd door David P. Wooldridge.